# أ. لورانس كوخر
أ. لورانس كوخر (بالإنجليزية: A. Lawrence Kocher) هو مهندس معماري أمريكي، ولد في 24 يوليو 1885، وتوفي في 6 يونيو 1969.